# 伊恩·加拉格爾
伊恩·加拉格爾（Ian Gallagher）是英國和美國電視劇《無恥之徒》中的虛構人物。

## 英版與美版
伊恩作為一名同性戀少年，他被當成法蘭克的兒子撫養長大，實際上他是莫妮卡和加里·貝內特的兒子，系列開始伊恩被描述與他的哥哥利浦最為親近，利浦是最先知道他性向的人，但在最後，所有人都知道伊恩的性向。

### 美版
他被當成法蘭克的兒子撫養長大，實際上他是莫妮卡和法蘭克的弟弟克雷頓·加拉格爾的兒子，在血緣上是法蘭克的侄兒。伊恩是秩序且遵守紀律的，他從小參與預備軍的訓練團，他夢想成為軍官。
伊恩是同性戀，他的哥哥利浦是第一個知道他性向的家人。伊恩和社區的不良少年米奇成為性伴侶，他愛上米奇，但米奇是活在對父親恐懼下的深櫃，他不敢承認他是同性戀和他愛伊恩，當米奇被迫去結婚，伊恩是感到痛苦的在這段感情，他用從軍來逃避情傷，後來他是墮落在同性戀酒吧，他在感情的打擊誘發他產生躁鬱症的精神疾病，此疾病被臆測是遺傳他母親莫妮卡。